# Mandragora Scream
Mandragora Scream — итальянская готик-метал-группа, основанная в 1997 году.

## История группы
Группа была создана в 1997 году вокалисткой и фронтвумен группы Морган Лакруа. В 1999 году в студии «New Sin» она записала сольное демо «PromoTrack99», которое включало в себя 4 песни.
Летом 2000 года сольный проект Морган стал группой — за общее дело взялись гитаристы Терри Хорн, который впоследствии стал незаменимым участником группы, сочиняя музыку и создавая великолепные аранжировки, и Джон Питер Моррис. Вскоре к группе присоединились барабанщик Джефф Палмиттери и басист Mr. Tonde, а чуть позже и клавишник Джек Хэллин.
Первый полноформатный альбом был записан Морган и Терри на границе 2000 и 2001 годов. Его название — Fairy Tales From Hell’s Caves, сам альбом повествует о путешествии в ад Данте. Альбом был записан и выпущен на знаменитом на весь мир лейбле Nuclear Blast, что одновременно принесло интерес к этой необычной группе. Выпуск следующего альбома не заставил себя долго ждать, в 2003 году свет увидел второй полноформатник группы — A Whisper of Dew. Альбом снова стал концептуальным — на этот раз музыканты попытались изучить явление вампиризма, основные темы были основаны на историях испанского писателя Хулио Анхеля Альвареса Мерино. Группа наконец стала рассматриваться как что-то очень и очень интересное и серьёзное.
В 2003 году группу покинул Mr. Tonde, место басиста, или точнее басистки заняла Лена Дрейк. Был подписан контракт с итальянским лейблом Lunatic Asylum. Группа отправилась в свой первый крупномасштабный тур.
В 2006 году вышел третий по счету альбом группы Madhouse. Отмечается, что это самый тяжелый альбом группы. К альбому были сняты 2 клипа, позднее вышедшие на DVD/CD Dragonfly. Лирика этого концептуального готического альбома содержит элементы вампирима и блэка.
В 2008 году группа выпустила очень ограниченным тиражом DVD/CD Dragonfly содержащий 2 клипа и 3 концертных видео. На CD были записаны 3 новые песни и 2 ремейка на старые песни группы.
В 2008 году коллектив покинула Лена Дрэйк, её место занял Макс Риверс.

## Участники группы

### Действующие
- Морган Лакруа — вокал
- Терри Хорн — гитара, вокал
- Макс Риверс — бас-гитара
- Джек Хэллин — клавиши
- Furyo — ударные

### Бывшие
- Джон Моррис — гитара
- Лена Дрейк — бас-гитара
- Джеф Палмиттери — барабаны
- Mr. Tonde — бас-гитара
- Mat Stancioiu — барабаны (на втором альбоме)

## Дискография
- Fairy Tales From Hell's Caves (2001)
- A Whisper of Dew (2003)
- Madhouse (2006)
- Volturna (2009)
- Luciferland (2012)[2]

### Демо
- Mandragora Scream (1999)

### Синглы
- Jeanne D’Arc (2007)

### CD/DVD
- Dragonfly (2008)